# Gamow (cràter)
Gamow és un gran cràter d'impacte situat en la cara oculta de la Lluna. Es troba en l'hemisferi nord, al sud-est de la plana emmurallada del cràter Schwarzschild.
Es tracta d'un cràter desgastat i erosionat, amb un brocal que ha estat afectat i recobert per múltiples impactes. Gamow V s'uneix a l'exterior occidental, i el cràter doble que formen Gamow A i Gamow B recobreix el costat nord-est. La vora oriental és la secció més danyada, mentre que el costat oest està lliure d'impactes. La paret interior occidental mostra una fina textura amb un ranurat radial, però d'altra banda gairebé sense trets distintius. Prop del punt mitjà es localitza un palimpsest, un cràter fantasma que consta tan sols de la vora lleugerament que surt sobre la superfície d'una altra manera relativament plana.

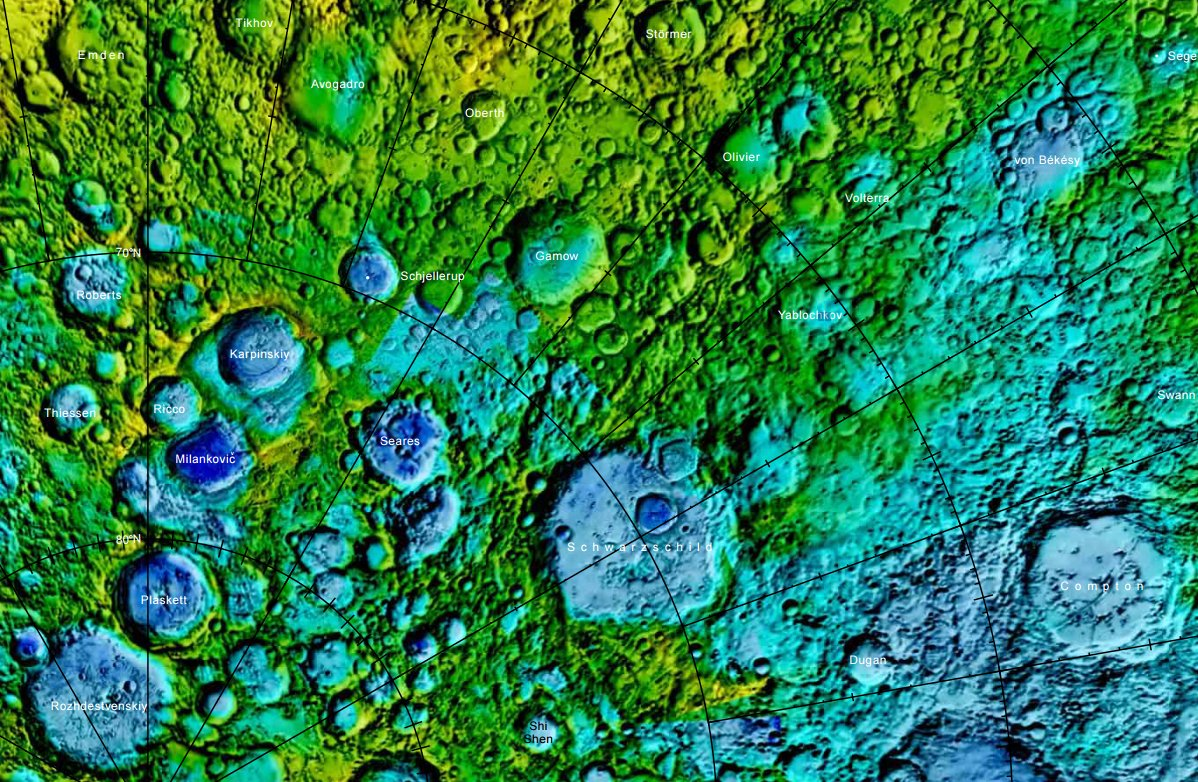
Localització del cràter Gamow

## Cràters satèl·lit
Per convenció aquestes característiques són identificades en mapes lunars posant la lletra en el costat del punt central del cràter que està més prop de Gamow.
|       | \| Gamow \| Coordenades \| Diàmetre \| \| ----- \| -------------------------------------- \| -------- \| \| A \| 67° 18′ N, 148° 48′ E / 67.3°N,148.8°E \| 31 km \| \| B \| 66° 24′ N, 149° 30′ E / 66.4°N,149.5°E \| 26 km \| \| U \| 66° 42′ N, 137° 00′ E / 66.7°N,137.0°E \| 39 km \| \| V \| 66° 18′ N, 139° 42′ E / 66.3°N,139.7°E \| 49 km \| \| Y \| 67° 48′ N, 143° 54′ E / 67.8°N,143.9°E \| 27 km \| |          |
| Gamow | Coordenades | Diàmetre |
| A     | 67° 18′ N, 148° 48′ E / 67.3°N,148.8°E | 31 km    |
| B     | 66° 24′ N, 149° 30′ E / 66.4°N,149.5°E | 26 km    |
| U     | 66° 42′ N, 137° 00′ E / 66.7°N,137.0°E | 39 km    |
| V     | 66° 18′ N, 139° 42′ E / 66.3°N,139.7°E | 49 km    |
| Y     | 67° 48′ N, 143° 54′ E / 67.8°N,143.9°E | 27 km    |

## = Vegeu també
- Llista de cràters lunars
- Selenografia